# Gospodarka wodna
Gospodarka wodna – dział gospodarki i dyscyplina naukowa zajmujące się wykorzystaniem zasobów śródlądowych wód powierzchniowych i podziemnych.
Gospodarka wodna obejmuje racjonalne zarządzanie wodą oraz ochronę jej zasobów.

## Zasoby wody
Woda jest podstawowym zasobem dla wszelkich form życia na naszej planecie.
Woda słodka na Ziemi stanowi tylko 3 procent ogółu, z czego dwie trzecie występuje w pokrywach lodowych i lodowcach. Jedna piąta z pozostałego 1 procenta znajduje się w oddalonych, niedostępnych rejonach, a wody pochodzącej z sezonowych opadów, deszczów monsunowych i powodzi nie da się łatwo wykorzystywać. Obecnie człowiek wykorzystuje tylko około 0,08% światowych zasobów wody słodkiej na potrzeby ciągle rosnącego popytu na wodę do celów sanitarnych, wody pitnej, produkcji w zakładach przemysłowych i rolnictwie.
Celem zrównoważonej gospodarki wodami jest optymalizacja ponownego wykorzystywania wody oraz zmniejszenie negatywnego wpływu obecnego modelu wykorzystywania wody na środowisko naturalne.
Efektywne zarządzanie wymaga odpowiedniej wiedzy na temat dostępności, sposobów wykorzystania, poziomu popytu, środków i procesów pozwalających ocenić znaczenie i wartość zapotrzebowania na wodę oraz mechanizmów pozwalających przełożyć decyzje polityczne na praktyczne działania.
W odniesieniu do wody jest to szczególnie trudne, ponieważ umiejscowienie źródeł i zbiorników wodnych nie ograniczają się do terytoriów wyznaczanych przez granice państwowe. Wielu zastosowań wody nie sposób oszacować w wymiarze finansowym, niektórymi rodzajami zasobów wodnych nie można też często zarządzać w tradycyjnym tego słowa znaczeniu. Przykłady obejmują rzadkie gatunki i ekosystemy czy też długofalowe znaczenie rezerw wód kopalnych.

### Rolnictwo
Rolnictwo jest największym konsumentem wody, wykorzystuje około 70% światowych zasobów. Przemysł zużywa kolejne 20%, a gospodarstwa domowe pozostałe 10%. Ze względu na wzrost liczby ludności na świecie, a co za tym idzie wzrost konsumpcji żywności (obecnie liczba ludności przekracza 7 miliardów, przewiduje się, że do 2050 r. osiągnie 9 miliardów), rozwój przemysłu i miast, rozwój upraw roślin do produkcji biopaliw, niedobór wody staje się istotnym problemem. W 2007 roku analizę gospodarki wodami w rolnictwie przeprowadził Międzynarodowy Instytut Gospodarki Wodami (International Water Management Institute) z siedzibą na Sri Lance. Celem było ustalenie, czy zasoby wody na świecie są w stanie zapewnić wyżywienie dla rosnącej liczby populacji. W badaniu oszacowano obecną dostępność wody dla rolnictwa w skali globalnej i wyznaczono obszary dotknięte niedostatkiem wody. W wyniku analizy ustalono, że jedna piąta ludności świata, ponad 1,2 miliarda, żyje na terenach fizycznego niedoboru wody, gdzie ilość wody jest niewystarczająca, by spełnić potrzeby mieszkańców. Kolejne 1,6 miliarda ludzi żyje na obszarach ekonomicznego niedoboru wody, gdzie brak inwestycji w infrastrukturę wodną lub brak odpowiednich umiejętności uniemożliwiają władzom zaspokojenie popytu na wodę.
Z raportu wynika, że wyprodukowanie potrzebnej żywności w przyszłości będzie możliwe, ale kontynuowanie obecnych trendów jej wytwarzania oraz utrzymanie tempa degradacji środowiska doprowadzi do kryzysu w wielu częściach świata. Autorzy wydanej w 2011 roku książki „Out of Water: From abundance to Scarcity and How to Solve the World’s Water Problems ustalili sześciopunktowy plan rozwiązania globalnych problemów z wodą. Obejmuje on: 1) poprawę danych dotyczących wody, 2) szanowanie środowiska, 3) reformę gospodarki wodami, 4) rewitalizację zastosowania wody w rolnictwie, 5) zarządzanie popytem gospodarstw domowych i zakładów przemysłowych, 6) wzmocnienie roli biednych oraz kobiet w gospodarce wodami. Aby uniknąć światowego kryzysu wodnego, rolnicy będą musieli dążyć do zwiększenia produkcyjności w celu zaspokojenia rosnącego popytu na żywność, a przemysł i gospodarstwa domowe będą musiały znaleźć sposoby na bardziej wydajne używanie wody.

### Gospodarka wodami w miastach
Obecnie połowa ludzkości żyje w miastach, a według przewidywań wskaźnik ten wzrośnie w roku 2050 do dwóch trzecich. Na obszarach wokół centrów miast, rolnictwo musi rywalizować z przemysłem i gospodarstwami domowymi o bezpieczne dostawy wody, podczas gdy tradycyjne źródła wody są zanieczyszczane miejskimi ściekami. Jako że miasta oferują najlepsze możliwości dla sprzedaży produktów rolniczych, farmerzy często nie odnajdują alternatywy i używają zanieczyszczonej wody do nawadniania upraw. W związku z tym, to od rozwoju systemu oczyszczania ścieków zależy stopień zagrożenia dla zdrowia konsumentów. Miejskie ścieki mogą zawierać różnorodne zanieczyszczenia. Zazwyczaj są wśród nich ścieki z kuchni i toalet, jak również woda deszczowa. Oznacza to, że woda zazwyczaj zawiera nadmierną ilość składników odżywczych i soli, jak również szeroką gamę patogenów. Mogą być w niej także obecne metale ciężkie, antybiotyki oraz substancje zakłócające układ endokrynologiczny, np. estrogeny.
Kraje rozwijające się mają najsłabiej rozwinięte systemy oczyszczania ścieków. Woda stosowana do nawadniania upraw często bywa zanieczyszczona patogenami ze ścieków. Najbardziej niebezpieczne są bakterie, wirusy, robaki pasożytnicze, które bezpośrednio szkodzą rolnikom, a pośrednio konsumentom. Najczęściej występuje biegunka, która co roku powoduje śmierć 1,1 miliona osób i stanowi drugą najczęstszą przyczynę zgonu wśród dzieci. Wiele przypadków cholery jest także związanych z nieprawidłowym oczyszczaniem wody. Działania w kierunku zmniejszenia czy wyeliminowania zanieczyszczeń mogą przyczynić się do ratowania życia i poprawienia warunki egzystencji. Naukowcy pracowali nad znalezieniem sposobów na zmniejszenie zanieczyszczenia żywności przy użyciu metody nazywanej podejściem wielobarierowym (ang. multiple-barrier approach).
Obejmuje ono analizę procesu produkcji żywności od uprawy do sprzedaży plonów na rynkach i konsumpcji oraz ustalenie, na których etapach możliwe jest zastosowanie barier powstrzymujących zanieczyszczenia. Należą do nich: wprowadzanie bezpieczniejszych metod nawadniania, promocja oczyszczania ścieków w gospodarstwach rolnych, unieszkodliwianie patogenów, właściwe sposoby mycia warzyw i owoców w punktach sprzedaży i restauracjach.

## Anglojęzyczne czasopisma naukowe
- International Journal of Water Resources Development, ISSN 1360-0648 (elektroniczne) ISSN 0790-0627 (papierowe), Routledge
- International Journal of Water, ISSN 1741-5322 (elektroniczne) ISSN 1465-6620 (papierowe) Inderscience
- Ground Water, ISSN 1745-6584 (elektroniczne) ISSN 0017-467X (papierowe), Blackwell Publishing
- American Water Resources Association, ISSN 1752-1688 (elektroniczne) ISSN 1093-474X (papierowe), Blackwell Publishing
- Journal of Water and Health, ISSN 1477-8920, IWA Publishing
- Journal of Water Resources Planning and Management, ISSN 0733-9496, ASCE Publications
- Journal of Water Supply Research and Technology, ISSN 0003-7214, IWA Publishing
- Urban Water Journal, ISSN 1744-9006 (elektroniczne) ISSN 1573-062X (papierowe), Taylor & Francis
- Water Asset Management International, ISSN 1814-5442 (elektroniczne) 1814-5434 (papierowe), IWA Publishing
- Water Intelligence Online, ISSN 1476-1777, IWA Publishing
- Water Management, ISSN 1751-7729 (elektroniczne) ISSN 1741-7589 (papierowe), Thomas Telford
- Water Policy, ISSN 1366-7017, IWA Publishing
- Water Practice & Technology, ISSN 1751-231X, IWA Publishing
- Water Research, ISSN 0043-1354, IWA Publishing
- Water Resources Management, ISSN 1573-1650 (elektroniczne) ISSN 0920-4741 (papierowe), Springer
- Water Resources Research, ISSN 0043-1397, American Geophysical Union
- Water Science and Technology, ISSN 0273-1223, IWA Publishing
- Water Science and Technology: Water Supply, ISSN 1606-9749, IWA Publishing
- Water Utility Management International, ISSN 1747-776X (elektroniczne), ISSN 1747-7751 (papierowe), IWA Publishing